# Marchesi di Groppoli
La contea imperiale di Groppoli fu acquistata dal conte Landi di Piacenza, come eredità di sua moglie Briseide, figlia di Azzone Malaspina, e nel 1549 Landi la vendette a Cosimo I de' Medici. Dopo una disputa di cinque anni nel Consiglio aulico dell'impero, tornò nelle mani di Giovan Cristoforo Malaspina.
Nel 1576 divenne di nuovo autonomo in seguito alla divisione tra i fratelli Antonio Maria, Ottaviano, Giovanni Gaspar e Cesare, figli di Giovan Cristoforo Malaspina. Ma il feudo non rimase a lungo nelle mani di Antonio Maria, che nel marzo 1577 lo vendette per 21 000 scudi a Francesco I de' Medici, che ricevette l'investitura imperiale l'anno successivo.
Nel 1592 Ferdinando I de' Medici lo assegnò al nobile genovese Giulio Sale in compenso dei servigi ricevuti e un pagamento di 30 000 scudi in oro.
Il marchesato di Groppoli si estinse nel 1797 con l'abolizione dei feudi imperiali avvenuta in Italia con il decreto napoleonico del 2 luglio.
A partire dal 1774 il marchesato venne annesso al granducato di Toscana e ai Brignole Sale non restò che il mero titolo nobiliare.

## Marchesi di Groppoli (1581-1797)
| N° | Titolo   | Nome                             | Dal  | Al   | Consorte                            | Note                                                         |
| 1  | Marchese | Ascanio Landi                    | ?    | 1549 | Briseide Malaspina                  | Groppoli era l'eredità di Briseide                           |
| 2  | Marchese | Cosimo I de' Medici              | 1549 | 1554 | Eleonora di Toledo                  | Granduca di Toscana                                          |
| 3  | Marchese | Giovan Cristoforo Malaspina      | 1554 | 1574 | Nicola Vivaldi                      |                                                              |
| 4  | Marchese | Antonio Maria Malaspina          | 1574 | 1577 | Euridice Malaspina                  |                                                              |
| 5  | Marchese | Francesco I de' Medici           | 1577 | 1592 | Giovanna d'Austria                  | Granduca di Toscana                                          |
| 6  | Marchese | Giulio Sale                      | 1592 | 1607 | Aurelia Giustiniani                 |                                                              |
| 7  | Marchese | Anton Giulio Brignole Sale       | 1607 | 1662 | Paolina Adorno                      |                                                              |
| 8  | Marchese | Rodolfo I Brignole Sale          | 1662 | 1683 | Anna Isabella Invrea                |                                                              |
| 9  | Marchese | Giovanni Francesco Brignole Sale | 1683 | 1694 | Maria Anna Durazzo                  |                                                              |
| 10 | Marchese | Anton Giulio II Brignole Sale    | 1694 | 1710 | Isabella Brignole                   |                                                              |
| 11 | Marchese | Giovanni Francesco Brignole Sale | 1710 | 1760 | Bettina Raggi                       | Doge di Genova                                               |
| 12 | Marchese | Giuseppe Maria Brignole Sale     | 1760 | 1769 | Anna Balbi                          |                                                              |
| 13 | Marchese | Rodolfo Emilio Brignole Sale     | 1769 | 1774 | Pellina Lomellini                   | Doge di Genova e ultimo marchese sovrano                     |
| 14 | Marchese | Anton Giulio III Brignole Sale   | 1774 | 1802 | Isabella Brignole                   | Titolo onorifico                                             |
| 15 | Marchese | Rodolfo Brignole Sale            | 1802 | 1806 |                                     | Titolo onorifico                                             |
| 16 | Marchese | Antonio Brignole Sale            | 1806 | 1863 | Artemia Negrone                     | Titolo onorifico e ultimo Brignole Sale marchese di Groppoli |
| 17 | Marchesa | Maria Brignole Sale              | 1863 | 1888 | Raffaele De Ferrari                 | Titolo dormiente                                             |
| 18 | Marchese | John Dalberg-Acton               | 1888 | 1902 | Maria Anna Ludmilla von Arco-Valley | Titolo dormiente                                             |
| 19 | Marchese | Richard Lyon-Dalberg-Acton       | 1902 | 1924 | Dorothy Lyon                        | Titolo dormiente                                             |
| 20 | Marchese | John Lyon-Dalberg-Acton          | 1924 | 1989 | Daphne Strutt                       | Titolo dormiente                                             |
| 21 | Marchese | Richard Lyon-Dalberg-Acton       | 1989 | 2010 | Hilary Cookson                      | Titolo di cortesia                                           |
| 22 | Marchese | John Lyon-Dalberg-Acton          | 2010 |      | Lucinda Percival                    | Titolo di cortesia                                           |

Il marchese Antonio ebbe quattro figlie:
- Anna (1810-1815),
- Maria (1811-1888) che sposò il finanziere Raffaele De Ferrari (1803-1876), principe di Lucedio e duca di Galliera;
- Luisa (1822-1869) che si maritò con Lodovico Melzi d'Eril (1820-1886), duca di Lodi;
- Vittoria.

Pertanto, il ramo dei Brignole Sale marchesi di Groppoli si estinse con lui.